# Straßenbahn Allentown–Reading
Die Straßenbahn Allentown–Reading war ein Überlandstraßenbahnbetrieb im US-Bundesstaat Pennsylvania. Die Strecke war insgesamt 64 Kilometer lang. Die Bahn verkehrte mit 550 Volt Gleichstrom.
Am 27. Februar 1895 wurde die Allentown and Kutztown Traction Company gegründet, um eine elektrische Straßenbahn zwischen ihren namensgebenden Orten zu bauen. Die Gesellschafter konnten jedoch die zum Bau nötigen finanziellen Mittel nicht aufbringen, sodass 1898 die am 10. Juni des Jahres gegründete Allentown and Reading Electric Street Railway Company die Konzession übernehmen konnte. Sie begann unverzüglich mit den Bauarbeiten für die 32 Kilometer lange normalspurige Strecke. Bereits im November 1898 ging der erste Abschnitt von Allentown nach Wescosville in Betrieb. Da die elektrischen Anlagen noch nicht fertiggestellt waren, verwendete man zunächst eine Kleinlok, die für den Bau der Strecke geliehen worden war, und ältere Personenwagen der Eisenbahn. Erst am 10. Dezember 1898 wurde der elektrische Betrieb eröffnet und die Strecke nun bis Griesemersville befahren. Die Verlängerung nach Kutztown ging spätestens 1901 in Betrieb.
Am 18. April 1901 wurde die Kutztown and Fleetwood Traction Company gegründet, um die Strecke nach Reading zu verlängern. Da man zwischen Temple und Reading eine bestehende Straßenbahnstrecke mitbenutzen wollte, baute man die Bahn in der Spurweite dieser Strecke von 1588 Millimetern (Pennsylvania-Spur). Die Allentown&Reading pachtete die Gesellschaft und die beiden Unternehmen fusionierten am 10. Juli 1902 zur Allentown and Reading Traction Company. Am 12. Oktober 1902 wurde die 23,5 Kilometer lange Breitspurstrecke von Kutztown nach Temple eröffnet. Von dort bis in die Innenstadt von Reading wurde die Strecke der Linie 15 der Straßenbahn Reading mitbenutzt. Im Stadtgebiet von Kutztown wurde zwischen Kutztown Park und Normal School (heute Kutztown University of Pennsylvania) ein Dreischienengleis verlegt, sodass auf diesem Abschnitt sowohl die Bahnen aus Allentown als auch die aus Reading verkehrten. Das Depot für beide Strecken befand sich ebenfalls in Kutztown. Die Gesamtfahrzeit von Allentown nach Reading einschließlich des Umsteigens in Kutztown betrug zwei Stunden und 48 Minuten. 
Die Endstelle in Allentown befand sich an der Kreuzung 7. Straße/Hamilton Street. Von dort führte die Strecke durch die 7. Straße und Walnut Street aus der Stadt heraus. An der Stadtgrenze befand sich Dorney Park, ein Vergnügungspark, der der Straßenbahngesellschaft gehörte und der an Sommerwochenenden für zahlreiche Fahrgäste sorgte. Der Park wurde 1925 verkauft und besteht noch heute. Durch Wescosville, East Texas, Trexlertown und Monterey führte die normalspurige Strecke bis Kutztown. Hier beginnt die breitspurige Strecke. Sie führt über Lyons, Fleetwood und Blandon nach Temple.
1914 plante die Gesellschaft, die normalspurige Strecke zwischen Kutztown und Allentown über Topton, Mertztown und Shamrock zu verlegen, um zwischen Macungie und Allentown die Strecke der Lehigh Valley Transit Company (LVT) mitbenutzen zu können. Der Plan wurde jedoch nie verwirklicht. Obwohl 1928 gebraucht gekaufte leichtere Triebwagen den Fuhrpark ersetzten und dadurch erhebliche Kosten eingespart werden konnten, konnte die Strecke nicht zuletzt durch den nötigen Umsteigevorgang in Kutztown nicht mehr wirtschaftlich betrieben werden. Am 1. November 1929 endete der Verkehr zwischen East Texas und Kutztown. Die Fahrzeuge der Normalspurstrecke wurden nun im Depot der LVT in Allentown untergestellt und gewartet. Am 25. November 1930 verkehrte zwischen Temple und Kutztown die letzte Straßenbahn. 1934 wurde der Abschnitt von Allentown, Lehigh County Home bis East Texas stillgelegt und am 27. März 1936 schließlich der letzte Abschnitt in Allentown. Busse übernahmen die Verkehrsaufgaben.